# Simfonia núm. 2 (Prokófiev)
La Simfonia núm. 2 en re menor, op. 40, va ser composta per Serguei Prokófiev entre 1924 i 1925 en la seva estada a París. És representativa de l'estil urbanista, és l'obra més «avantguardista» del compositor, que la qualificava sovint, no sense orgull, «la simfonia de ferro i acer» abans de rebutjar, més endavant en el temps, la qualitat massa compacta de la seva estructura i de l'orquestració, així com el seu caràcter massa explícit. Com va fer amb la Simfonia núm. 4, va considerar revisar-la, assignant-li el número d'opus 136, però va morir abans d'haver pogut concloure la revisió. L'estrena va tenir lloc a París el 6 de juny de 1925 sota la direcció de Serge Koussevitzky, i estava destinada a deixar perplex un públic considerat reservat, tot i que la ciutat acollia una bona part de la modernitat musical europea (el Grup dels Sis, Ígor Stravinski, Maurice Ravel…).
L'estructura en dos moviments de durada i caràcter pregonament diferents (un allegro i una suite de variacions) és calcada de la Sonata per a piano núm. 32 Op. 111 de Ludwig van Beethoven i palesa, malgrat la seua aparença «bàrbara», la consciència d'una herència musical assumida i d'un deute a honorar.
Després de l'estrena, Prokófiev va comentar que ni ell ni el públic havien entès la simfonia. Va afegir que aquesta obra l'havia fet dubtar de la seua capacitat com a compositor per primera vegada en la seua vida.
Aquesta simfonia ha romàs sempre com una obra obscura, possiblement la menys interpretada de les set simfonies de Prokófiev.

## Moviments
- I. - Allegro ben articolato, durada de prop de 10 minuts - l'exemple més extrem del «maquinisme musical», i el moviment més contrapuntístic i més dissonant compost per Prokófiev

- II. - Tema i variacions, durada del voltant de 20 minuts - basat sobre un tema d'origen xinès, el moviment es caracteritza pel seu caràcter sistemàticament estrany per les seues tonalitats i el seu ambient líric i misteriós. El tema pròpiament dit és un andante, seguit per sis variacions:

1. L'istesso tempo
2. Allegro non troppo
3. Allegro
4. Larghetto
5. Allegro con brio - un altre homenatge a Beethoven
6. 'Allegro moderato

## Discografia
| Orquestra                                            | Director               | Segell              | Any d'enregistrament | Format |
| ---------------------------------------------------- | ---------------------- | ------------------- | -------------------- | ------ |
| Orquestra Nacional Escocesa                          | Neeme Järvi            | Chandos Records     | 1986                 | CD     |
| Orquestra Simfònica de Londres                       | Valery Gergiev         | Philips             | 2004                 | CD     |
| Orquestra Simfònica de Londres                       | Walter Weller          | Decca               | ?                    | CD     |
| Orquestra Nacional de França                         | Mstislav Rostropóvitx  | Erato               | 1988                 | CD     |
| Orquestra Simfònica Nacional d'Ucraïna               | Theodore Kuchar        | Naxos               |                      | CD     |
| Orquestra Nacional de l'O.R.T.F.                     | Jean Martinon          | VoxBox              |                      | CD     |
| Orquestra Filharmònica Txeca                         | Zdenek Kosler          | Supraphon           |                      | CD     |
| Orquestra Filharmònica de Berlín                     | Seiji Ozawa            | Deutsche Grammophon | 1990                 | CD     |
| Orquestra Estatal del Ministeri de Cultura de l'URSS | Guennadi Rojdéstvenski |                     |                      | CD/LP  |